# 奥利维尔环形山

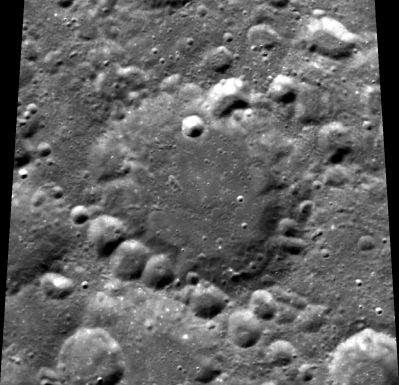
克莱门汀号拍摄的图像

奥利维尔环形山（Olivier）是月球背面北半部一座古老的大撞击坑，约形成于39.2-38.5亿年前的酒海纪，其名称取自美国天文学家查尔斯·波拉德·奥利弗（Charles Pollard Olivier，1884年－1975年），1979年被国际天文学联合会批准接受。

## 描述
该陨坑位于四面密布着撞击坑的月表区，西北毗邻雅勃洛奇科夫环形山、东北偏北坐落了伽莫夫环形山、较年轻的斯特默环形山位于它的东南偏东，西南面则横亘了沃尔泰拉环形山。陨坑中心月面坐标为58°43′N 138°26′E / 58.72°N 138.44°E，直径78.45公里，深度约2.8公里。
奥利维尔环形山外观接近圆形，已明显磨损和侵蚀。沿南侧壁覆盖了一串独特的连环坑，几乎完全齐着它的西南边沿形成一道向东南偏东延伸的直线；陨坑北侧壁上则切入了一座较醒目的陨石坑，东侧壁上也坐落了数座更小的撞击坑。因而，该环形山的坑壁已钝化且不太规则，平均高出周边地形1280米，内部容积约有4200立方千米。相较于坑壁，陨坑底部则相对平坦和缓，最突出的是一座靠近北侧内壁的碗状小陨坑，坑底表面还散布着一些更细小的坑穴，但坑内部没有中央峰，只是沿内壁边缘地表有些起伏不平。奥利维尔环形山南面与卫星坑奥利维尔 N相接壤（二者间分布着一串上述所提到的连环坑）。

## 卫星陨石坑
按惯例，最靠近奥利维尔环形山的卫星坑将在月图上以字母标注在它的中心点旁边。

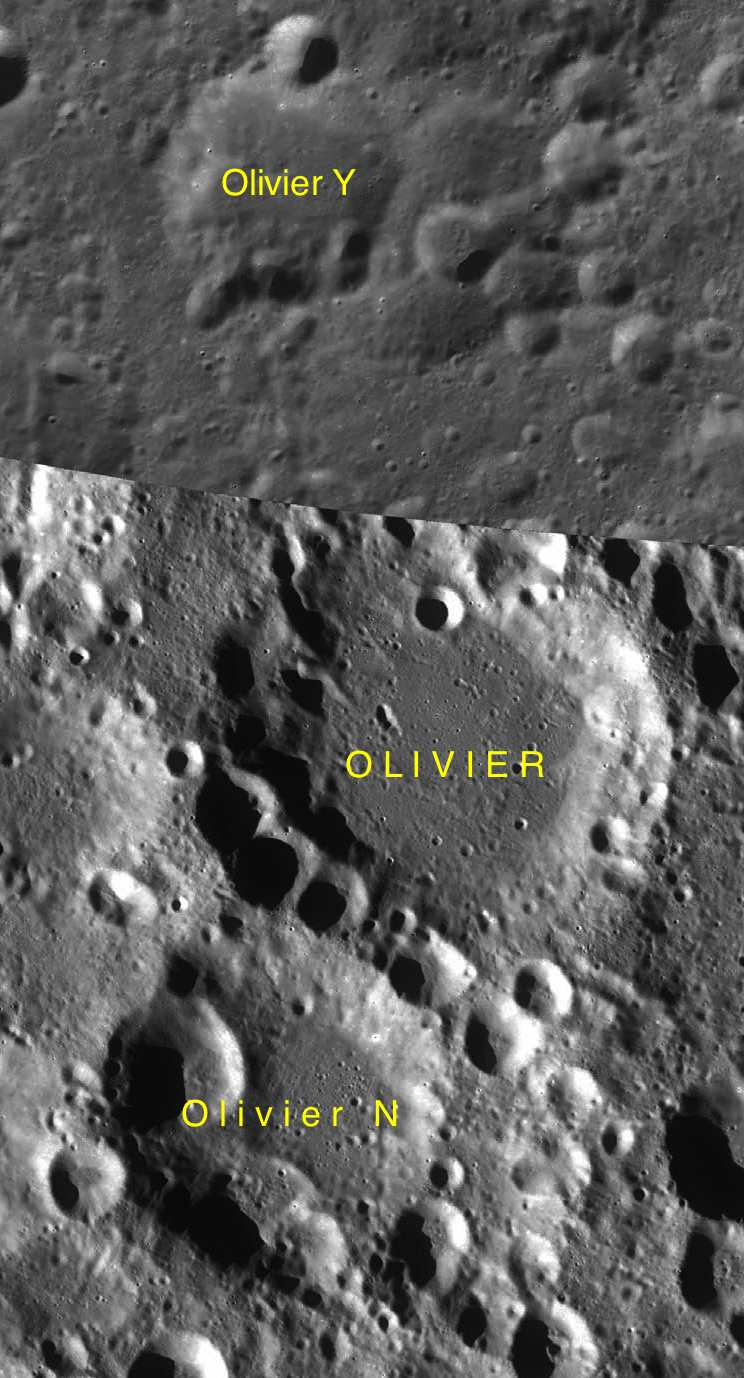
LAC-17 区域图

| 奥利维尔 | 纬度    | 经度     | 直径    |
| -------- | ------- | -------- | ------- |
| N        | 56.7° N | 137.1° E | 63 公里 |
| Y        | 61.9° N | 136.5° E | 47 公里 |

- 卫星坑奥利维尔 N约形成于前酒海纪[1]。

## 另请参阅
- Andersson, L. E.; Whitaker, E. A. . NASA RP-1097. 1982.
- Blue, Jennifer. . USGS. July 25, 2007  [2007-08-05]. （原始内容存档于2013-02-13）.
- Bussey, B.; Spudis, P. . New York: Cambridge University Press. 2004. ISBN 978-0-521-81528-4.
- Cocks, Elijah E.; Cocks, Josiah C. . Tudor Publishers. 1995. ISBN 978-0-936389-27-1.
- McDowell, Jonathan. . Jonathan's Space Report. July 15, 2007  [2007-10-24]. （原始内容存档于2018-12-25）.
- Menzel, D. H.; Minnaert, M.; Levin, B.; Dollfus, A.; Bell, B. . Space Science Reviews. 1971, 12 (2): 136–186. Bibcode:1971SSRv...12..136M. doi:10.1007/BF00171763.
- Moore, Patrick. . Sterling Publishing Co. 2001. ISBN 978-0-304-35469-6.
- Price, Fred W. . Cambridge University Press. 1988. ISBN 978-0-521-33500-3.
- Rükl, Antonín. . Kalmbach Books. 1990. ISBN 978-0-913135-17-4.
- Webb, Rev. T. W.  6th revised. Dover. 1962. ISBN 978-0-486-20917-3.
- Whitaker, Ewen A. . Cambridge University Press. 1999. ISBN 978-0-521-62248-6.
- Wlasuk, Peter T. . Springer. 2000. ISBN 978-1-85233-193-1.